# Polyhydroxybutyrat

Cấu trúc của poli-(R)-3-hidroxybutyrat (P3HB)

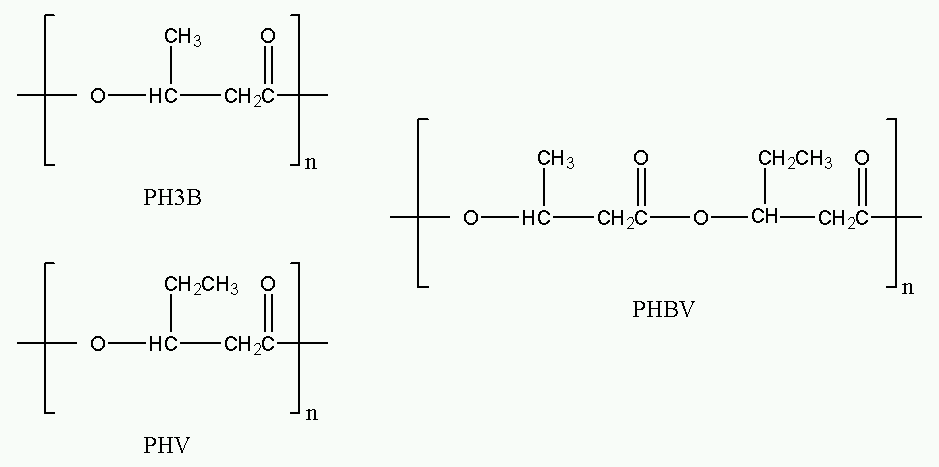
Cấu trúc của P3HB, PHV và đồng polyme của chúng, PHBV

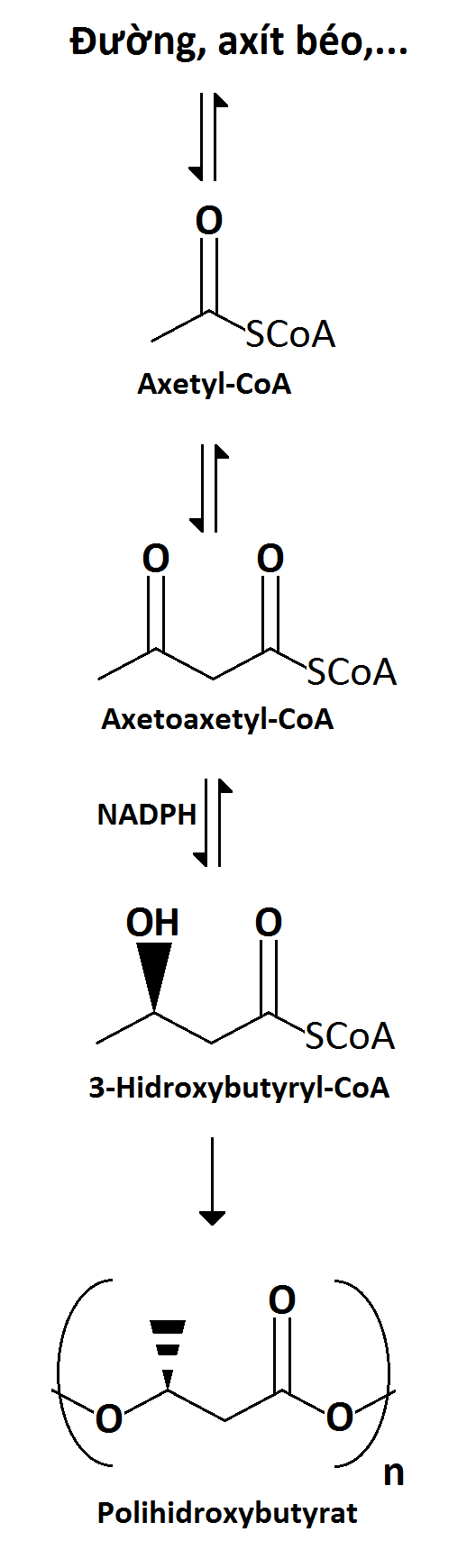
Quá trình sinh tổng hợp PHB nói chung ở vi khuẩn.

Polihidroxybutyrat (viết tắt là PHB) là một loại polyme thuộc nhóm polihidroxyankanoat (PHA), đây là các polyme thuộc về lớp polieste, được con người chú ý vì nó có thể được tổng hợp và chiết xuất bằng con đường sinh học và có thể bị phân hủy bằng con đường sinh học. Loại polyme tên là poli-3-hidroxybutyrat (P3HB), một dạng của PHB, là loại polyme phổ biến nhất trong toàn bộ nhóm PHA. Tuy nhiên nhiều loại PHB khác cũng được sinh tổng hợp bởi nhiều loài sinh vật khác nhau, ví dụ như poli-4-hidroxybutyrat (P4HB), polihidroxyvalerat (PHV), polihidroxyhexanoat (PHH), polihidroxyoctanoat (PHO), cùng các đồng polyme của chúng.
Phương pháp lên men có thể được dùng để sản sinh ra rượu cần thiết cho sản xuất chất dẻo, nhưng nguồn nguyên liệu tái tạo này khá đắt và không được dùng trong thương mại.
Polihidroxybutyrat được chiết xuất và xác định lần đầu tiên vào năm 1925 bởi nhà vi sinh vật học Pháp tên là Maurice Lemoigne.

## Quá trình sinh tổng hợp PHB
PHB có thể được tổng hợp bởi các vi sinh vật (ví dụ như Ralstonia eutrophus, Methylobacterium rhodesianum hay Bacillus megaterium) nhằm phản ứng lại căng thẳng sinh lý trong điều kiện môi trường không thuận lợi; chủ yếu là các môi trường có điều kiện dinh dưỡng hạn chế. Sản phẩm PHB sinh ra do quá trình đồng hóa cacbon (từ glucoza hay tinh bột) và được vi sinh vật sử dụng như một dạng năng lượng dự trữ khi các nguồn năng lượng khác không có sẵn.
Quá trình sinh tổng hợp PHB ở vi sinh vật bắt đầu bởi phản ứng trùng hợp của hai phân tử axetyl-CoA sinh ra sản phẩm là axetoaxetyl-CoA, sản phẩm này sẽ bị khử thành hidroxybutyryl-CoA. Đây chính là đơn phân dùng trong quá trình polyme hóa để tổng hợp thành PHB. Người ta sẽ thu hồi các hạt PHA bằng cách phá vỡ lớp tế bào vi sinh vật.

## Đặc tính hóa lý của các loại PHB
- Khộng tan trong nước[7] và ít bị ăn mòn do thủy phân. Trong khi đó phần lớn các chất dẻo có thể bị phân hủy sinh học khác thì một là tan trong nước, hai là nhạy cảm với độ ẩm.
- Có khả năng thẩm thấu ôxi tốt.
- Chống chịu tốt trước tia cực tím nhưng chống chịu kém trước axít và base.
- Tan trong clorofom và các hydrocarbon bị clo hóa.[8]
- Có tính tương thích sinh học cao và dễ dàng được ứng dụng trong y học.
- Nóng chảy tại 175 °C và có điểm chuyển dịch lỏng-rắn tại 2 °C.
- Độ bền kéo là 40 MPa, gần bằng với polypropylen.
- Chìm trong nước (trong khi polypropylen nổi), điều này kích thích việc tự phân giải kỵ khí trong chất lắng.
- Không độc[7].
- Ít bám dính hơn khi nóng chảy, vì vậy trong tương lai nó có thể là vật liệu tốt để chế tạo quần áo.

### Phân giải sinh học
Các nhóm vi khuẩn Firmicutes, Proteobacteria, một số loài Bacillus, Pseudomonas và Streptomyces có thể phân hủy PHB. Trong đó, Pseudomonas lemoigne, Comamonas sp. Acidovorax faecalis, Aspergillus fumigatus và Variovorax paradoxus là các vi sinh vật trong đất, Alcaligenes faecalis, Pseudomonas, và Illyobacter delafieldi sống trong môi trường kỵ khí ở bùn cặn. Comamonas testosterone và Pseudomonas stutzeri có trong nước biển. Một vài trong số đó phân giải PHB ở nhiệt độ cao, ví dụ như chủng ưa nhiệt Streptomyces sp. và một dòng ưa nhiệt của Aspergillus sp 